# David Healy (piłkarz)
David Jonathan Healy (ur. 5 sierpnia 1979 w Killyleagh) – północnoirlandzki piłkarz grający na pozycji napastnika oraz trener.

## Kariera klubowa
Healy wychowywał się w wiosce o nazwie Killyleagh. Początkowo grał w tamtejszym lokalnym klubie, a następnie w akademii piłkarskiej o nazwie Down Academy High School w Downpatrick. Pod koniec lat 90. wyjechał do Anglii, do szkółki Manchesteru United. W Manchesterze nie zdołał wywalczyć jednak miejsca w składzie. W sezonie 1999/2000 był wypożyczony do Port Vale F.C., gdzie zagrał w 16 meczach i strzelił 3 gole w rozgrywkach Division One. Po sezonie wrócił do Manchesteru i tylko raz pojawił się na boiskach Premiership, a miało to miejsce 17 grudnia 2000 w przegranym 0:1 domowym meczu z Liverpoolem oraz wystąpił w 2 meczach Pucharu Anglii.
Jeszcze w tym samym sezonie Healy został wypożyczony do Preston North End, a latem 2001 sprzedany do tego klubu. W sezonie 2000/2001 rozegrał 22 mecze i strzelił 9 goli, a w 2001/2002 44 mecze i 10 goli. Sezon 2002/2003 także rozpoczął grającym w Division One, Preston, a zimą 2003 został wypożyczony do Norwich City. W drużynie Nigela Worthingtona rozegrał 13 meczów i strzelił 2 gole ze Stoke City oraz Sheffield Wednesday. Po sezonie Healy wrócił do Preston, w którym zdobył 15 goli w sezonie i zajął z nim 15. miejsce. Grał tam jeszcze 2 miesiące, a następnie zmienił klub.
29 października 2004 David podpisał kontrakt z Leeds United i szybko stał się ulubieńcem fanów. W swoim pierwszym sezonie gry na Elland Road wystąpił w 28 meczach i zdobył 7 goli, ale w kolejnym sezonie stał się najskuteczniejszym graczem sezonu w drużynie „Pawi”. Zdobył 12 ligowych goli i zajął z Leeds 12. miejsce w lidze. W sezonie 2006/2007 rywalizował o miejsce w składzie z Robbiem Blakiem oraz Norwegiem Tore Andre Flo, a czasami na skutek rotacji w składzie stosowanych przez menedżera Dennisa Wise'a z Ianem Moore'em oraz Richardem Cresswellem.
W lipcu 2007 roku został sprzedany za 1,5 miliona funtów do Fulham, gdzie w pierwszym spotkaniu sezonu 2007/2008 zdobył bramkę już w 1. minucie gry (12 sierpnia przeciwko Arsenalowi).
21 sierpnia 2008 przeszedł do angielskiego Sunderlandu. W nowym klubie zadebiutował 28 sierpnia w meczu Pucharu Carling z Nottingham Forest, w 93. minucie tego spotkania strzelił bramkę.
W lutym 2010 roku został wypożyczony do Ipswich Town.
| Sezon   | Klub                    | Kraj    | Rozgrywki                    | Mecze | Bramki |
| ------- | ----------------------- | ------- | ---------------------------- | ----- | ------ |
| 1999/00 | Port Vale               | Anglia  | Division One                 | 15    | 3      |
| 2000/01 | Manchester United       | Anglia  | Premiership                  | 1     | 0      |
| 2000/01 | Preston North End       | Anglia  | Division One                 | 22    | 9      |
| 2001/02 | Preston North End       | Anglia  | Division One                 | 44    | 10     |
| 2002/03 | Preston North End       | Anglia  | Division One                 | 23    | 5      |
| 2002/03 | Norwich City            | Anglia  | Division One                 | 13    | 2      |
| 2003/04 | Preston North End       | Anglia  | Division One                 | 38    | 15     |
| 2004/05 | Preston North End       | Anglia  | Division One                 | 11    | 5      |
| 2004/05 | Leeds United            | Anglia  | Football League Championship | 28    | 7      |
| 2005/06 | Leeds United            | Anglia  | Football League Championship | 42    | 12     |
| 2006/07 | Leeds United            | Anglia  | Football League Championship | 41    | 10     |
| 2007/08 | Fulham                  | Anglia  | Premiership                  | 30    | 4      |
| 2008/09 | Sunderland              | Anglia  | Premiership                  | 9     | 1      |
| 2009/10 | Sunderland              | Anglia  | Premiership                  | 3     | 0      |
| 2009/10 | Ipswich Town (wyp.)     | Anglia  | Championship                 | 12    | 1      |
| 2010/11 | Doncaster Rovers (wyp.) | Anglia  | Championship                 | 8     | 2      |
| 2010/11 | Rangers                 | Szkocja | Scottish Premier League      | 8     | 1      |
| 2011/12 | Rangers                 | Szkocja | Scottish Premier League      | 11    | 3      |
| 2012/13 | Bury                    | Anglia  | League One                   | 16    | 1      |
|         |                         |         | Łącznie w Premiership        | 42    | 5      |

## Kariera reprezentacyjna
W reprezentacji Irlandii Północnej Healy zadebiutował 23 lutego 2000 roku w wygranym 3:1 meczu z Luksemburgiem i w debiucie uzyskał 2 gole.
7 września 2005 Healy zdobył jedynego gola dla swojej reprezentacji, która pokonała 1:0 Anglię na Windsor Park w Belfaście. Była to pierwsza wygrana Północnej Irlandii nad Anglią od 1927 roku.
6 września 2006 Healy na Windsor Park uzyskał hat-tricka, a Irlandia Północna pokonała Hiszpanię 3:2 (pierwszy raz od 24 lat). Stał się pierwszym piłkarzem od czasu Colina Clarke’a, który ustrzelił hat-tricka dla kadry narodowej oraz pierwszym od czasu George’a Besta, który zrobił to na Windsor Park. 11 października tego samego roku zdobył jedyną bramkę w meczu, a Irlandia Północna wygrała z Łotwą. W 2007 roku znów uzyskał hat-tricka, a miało to miejsce w wygranym 4:1 wyjazdowym meczu z Liechtensteinem. 28 marca w kolejnym meczu eliminacyjnym Irlandia Północna wygrała 2:1 ze Szwecją, a Healy zdobył obie bramki.
Healy jest obecnie najlepszym w historii strzelcem reprezentacji Irlandii Północnej. Ma na koncie 36 goli (stan na 31 lipca 2014), podczas gdy drugi w tej klasyfikacji Colin Clark – 13.
17 listopada 2007 w wygranym 2:1 meczu z Danią, strzelając 13 gola pobił rekord Davora Šukera w liczbie strzelonych bramek w eliminacjach ME.